# Флоссі (кішка)
Флоссі (англ. Flossi; нар. (29 грудня 1995) — четверта найстаріша підтверджена кішка-довгожитель на Землі, після (Кріма Пафф, Рекса Аллена та Скутера), чий вік був підтверджений Книгою рекордів Гіннеса, також є відео на YouTube яке набрало понад 3 млн. переглядів. Наразі вона вважається найстарішою живою кішкою у світі, її вік скдадає 32 роки, що складає близько 140 років.
Зазвичай є багато котів старшими за Флоссі, але поки в даний час Книга рекордів Гіннеса не підтвердила їх вік, то кішка Флоссі поки є 4-м найстарішим підтвердженим котом у світі.

## Біографія
Коричнево-чорна кішка по імені Флоссі народилася 29 грудня 1995 року, у Лондоні, Велика Британія.
Коли Флоссі була кошенятом, її знайшов на вулиці лікар однієї з лікарень графства, тоді їй було всього кілька днів, вона прожила 10 років, перш ніж помер її господар. Потім Флоссі дали сестрі її покійного власника. Через 14 років її друга власниця померла. Потім вона прожила із сином своєї другої власниці 3 роки, перш ніж її довірили волонтерам організації Cats Protection. Після цього організація притулку передала її четвертому новому власнику: Вікі Грін. Тоді Флоссі було 26 років. Саме тоді почали поширюватися чутки про її неймовірний вік, коли співробітники притулку перевіряли її документи.
Флоссі швидко порозумілася з новою власницею, за словами Вікі, перші кілька ночей кішка шуміла, оскільки не бачила у темряві і була спантеличена новою обстановкою. Але через тиждень вона спокійно почала спати ночами на одному ліжку з власницею.
Кішка Флоссі старша за свою власницю Вікі Грін лише на кілька тижнів.
10 листопада 2022 року, у віці 26 років, 316 днів її вік був офіційно підтверджений Книгою рекордів Гіннеса.
Вікі Грін, власниця Флоссі, сказала, що кішка глуха і має слабкий зір, але вона, як і раніше, ласкава і грайлива, незважаючи на свій поважний вік який складає 29 років, 231 день, який рівняється 120-ти людським рокам. Наразі ця кішка вважається 4-ю найстарішою кішкою у світі після (Кріма Пафф, Рекса Аллена та Скутера), а також найстарішою живою кішкою у світі.
29 грудня 2022 року кішці Флоссі виповнилося 27 років. За своє довге життя кішка Флоссі побувала у багатьох будинках та пережила двох своїх власників.
Станом на січень 2024 року. Флоссі живе в Орпінгтоні, Англія, зі своєю власницею Вікі Грін
Станом на лютий 2025, їй зараз 30 роки.